# Hymenodon reggaeus
Hymenodon reggaeus är en bladmossart som beskrevs av Karttunen och Back 1988. Hymenodon reggaeus ingår i släktet Hymenodon och familjen Rhizogoniaceae. Inga underarter finns listade i Catalogue of Life.